# Бурашево
Бурашево — село в Калінінському районі Тверської області. Центр Бурашевського сільського поселення.

## Географія
Розташовано за 16 км на південь від Твері, за 7 км від автомагістралі «Москва — Санкт-Петербург» (Тверської об’їздної дороги) Тургиновським (Бурашевським) шосе.

## Історія
1884 року Тверським земством було відкрито психіатричну колонію. Засновником і першим головним лікарем став Михайло Литвинов. Жителі Бурашева працювали у колонії та її підсобному господарстві. Нині це — Обласна клінічна психіатрична лікарня № 1 ім. Литвинова. Відтоді у Твері слово «Бурашево» стало загальним, що означає психіатричний заклад (за аналогією, наприклад, зі словом «Гуйва», що використовується у такому ж значенні в Житомирі).
Того ж 1884 року Вільне економічне товариство заснувало Бурашевську школу бджолярства, садівництва й городництва.
За часів війни частини 31-ї армії 14 грудня 1941 року взяли Бурашево й перерізали Волоколамське шосе. Це створило загрозу оточення німецько-фашистських військ у місті Калініні, а 16 грудня його було звільнено.
У селі є братська могила воїнів Червоної Армії.
У Бурашевській психіатричній лікарні 18 січня 1956 року помер перший президент Естонії Костянтин Пятс. Його рештки були перепоховані 1990 року на талліннському цвинтарі Метсакальмісту.